# Lisnaskea
Lisnaskea (Iers: Lios na Scéithe) is een plaats in het Noord-Ierse district Fermanagh. Lisnaskea telt 2730 inwoners. Van de bevolking is 24,5% protestant en 74,1% katholiek.

## Galerij

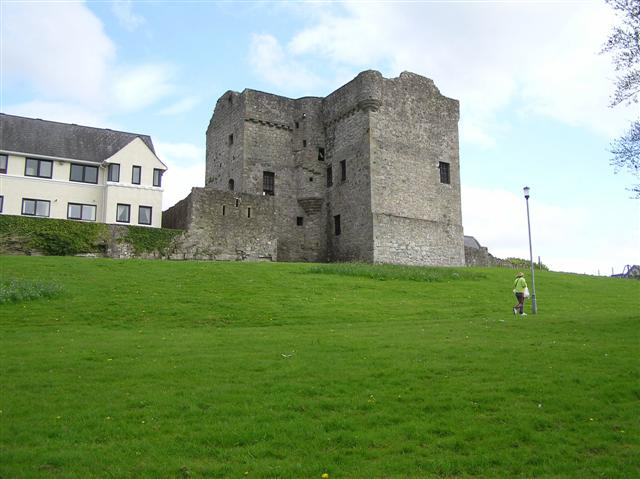
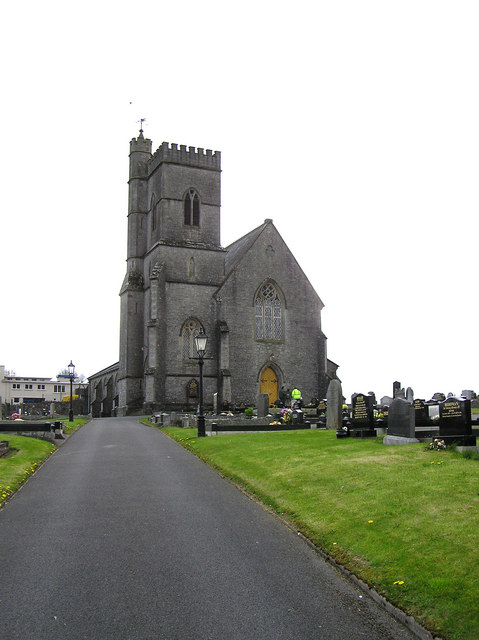
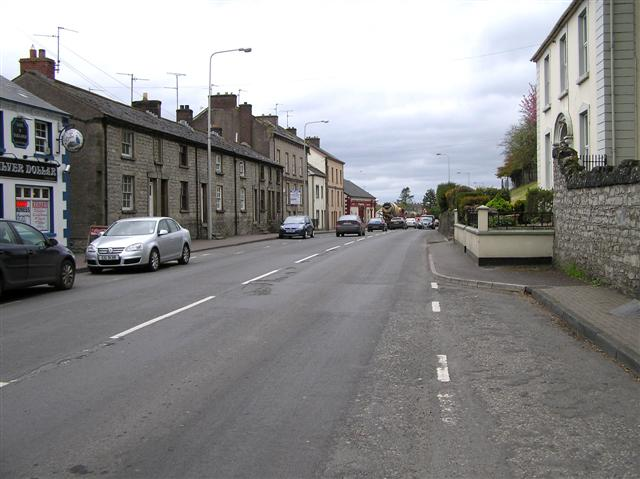

## Geboren
- Trevor Pinch (1952-2021), socioloog en muzikant